# Rachid Madrane
Rachid Madrane (Brussel, 15 april 1968) is een Belgisch politicus voor de PS. 

## Levensloop
Madrane is van Marokkaanse afkomst. Hij studeerde in 1991 af als licentiaat in de journalistiek en communicatie aan de ULB. Na zijn studies ging hij aan de slag als radiojournalist en presentator bij de commerciële radiozender Fun Radio. 
Hij engageerde zich al op jonge leeftijd in de politiek en sloot zich in 1985 aan bij de PS, die in die jaren betrokken was bij antiracistische campagne Touche pas à mon pote. In 1995 ging Madrane aan de slag op het kabinet van Willy Decourty, schepen voor Openbare Werken in Elsene, en werd hij tevens coördinator voor sociale ontwikkeling in de wijk Gray-Maelbeek. Vervolgens werd Madrane in 2000 persattaché van Brussels staatssecretaris Alain Hutchinson en nadien werd hij woordvoerder van Philippe Moureaux, de voorzitter van de Brusselse federatie van de partij, en persattaché op het kabinet van federaal minister Laurette Onkelinx.
In oktober 2000 werd Madrane voor het eerst verkozen tot gemeenteraadslid van Etterbeek. Hij werd er fractieleider van zijn partij in de gemeenteraad en van maart 2010 tot december 2012 was hij er schepen van Begroting, Cultuur, Sociale Cohesie en de Gemeentelijke Bibliotheken en nadien bleef hij tot in september 2019 nog titelvoerend schepen. Tevens was hij van 2011 tot 2013 vicevoorzitter van de Brusselse federatie van de PS. 
In juni 2004 raakte hij verkozen in het Brussels Hoofdstedelijk Parlement, waar hij in 2008 een ordonnantie liet goedkeuren om een antidiscriminatiewet op te stellen. Bij de Brusselse gewestverkiezingen van juni 2009 raakte Madrane niet verkozen. Een jaar later, in juni 2010, werd hij lid van de Kamer van volksvertegenwoordigers ter opvolging van toenmalig Brussels minister-president Charles Picqué, die besloot om niet te zetelen. Madrane bleef Kamerlid tot in december 2012.
In december 2012 volgde hij in de Brusselse Hoofdstedelijke Regering Emir Kir op als staatssecretaris van Stedenbouw, Ophaling en Verwerking van Afvalstoffen en Openbare Netheid, een functie die hij bekleedde tot in juli 2014.
Na de verkiezingen van mei 2014 werd hij opnieuw lid van het Brussels Hoofdstedelijk Parlement, maar niet voor lang, aangezien hij in juli 2014 minister van Jeugdzorg, Justitiehuizen en Promotie van Brussel werd in de Franse Gemeenschapsregering, belast met het toezicht op de Franse Gemeenschapscommissie van het Brussels Hoofdstedelijk Gewest. Na het ontslag van Joëlle Milquet uit de regering-Demotte III en de daaropvolgende bevoegdheidsverschuivingen, werd hij in april 2016 ook minister van Sport in opvolging van René Collin. Na het ontslag van minister Isabelle Simonis kreeg hij in december 2018 ook de bevoegdheid Jeugd toegewezen.
Bij de verkiezingen van mei 2019 werd Madrane opnieuw verkozen als Brussels Hoofdstedelijk Parlementslid. In juli 2019 volgde hij Charles Picqué op als voorzitter van het Brussels Hoofdstedelijk Parlement,  hetgeen hij bleef tot in juni 2024. Hij combineerde deze functie tijdelijk met die van minister in de Franse Gemeenschapsregering, zolang de Regering-Demotte III in functie was. In september 2019 kwam zijn ministerschap ten einde. Een maand later, in oktober 2019, was hij kandidaat om de Brusselse PS-federatie te leiden, maar hij moest de duimen leggen voor Ahmed Laaouej.
Rachid Madrane besloot zich niet meer kandidaat te stellen bij de Brusselse verkiezingen van juni 2024, uit ontevredenheid met de manier waarop de hoogste plaatsen op de Brusselse kieslijsten van zijn partij waren toegekend, waarbij volgens hem de interne procedures niet werden gerespecteerd. Madrane ging zich vervolgens helemaal toeleggen op de lokale politiek en is sinds december 2024 opnieuw schepen van Etterbeek, bevoegd voor Financiën, Begroting, Sociale Cohesie en Cultuur.